# Evelyn Beatrice Hall
Evelyn Beatrice Hall (født 28. september 1868, død 13. april 1956) var en engelskforfatter, der skrev under sit pseudonym S. G. Tallentyre, der er bedst kendt for sin biografi af Voltaire The Friends of Voltaire, udgivet i 1906. Fra biografien stammer det berømte citat I disapprove of what you say, but I will defend to the death your right to say it (Jeg er uenig i hvad De siger, men jeg vil forsvare til døden Deres ret til at sige det). Hall anvender udsagnet som en opsummering af Voltaires syn på ytringsfrihed. Citatet er imidlertid så rammende, at det har fundet bred anvendelse og ofte (forkert) tilskrives Voltaire selv. Citatet findes ingen steder i Voltaires egne skrifter.